# David Neres
David Neres Campos (n. 3 martie 1997, São Paulo, São Paulo, Brazilia) este un fotbalist brazilian, care joacă pe post de mijlocaș lateral la Napoli în Serie A. Pe plan internațional, are prezențe la națională pentru Brazilia.

## Carieră de jucător
Neres a fost format în academia de tineret din São Paulo din 2007. În februarie 2016 a fost proclamat campion al Cupei Libertadores U-20, după ce i-au învins pe Liverpool în finală. În august a fost promovat la prima echipă din São Paulo, cu care a debutat oficial la 17 octombrie 2016 într-un meci împotriva lui Fluminense (1-2) . Doar cinci zile mai târziu, a reușit primul său gol cu echipa braziliană împotriva lui Ponte Petra.
La 31 ianuarie 2017, David a fost semnat de Ajax în schimbul a 12 milioane de euro plus alte trei în variabile, fiind al doilea transfer cel mai scump din istoria clubului în spatele lui Sulejmani. Pe de altă parte, a semnat un contract până în 30 iunie 2021. În primele luni ale sale la clubul olandez, a marcat trei goluri, primul dintre ele într-o victorie împotriva lui Feyenoord cu 2-1. Pe 24 mai a jucat finala UEFA Europa League împotriva lui Manchester United, dar au fost învinși cu 2 la 0.

## Statistici
| Club          | Sezon         | Campionat      | Campionat | Campionat | Cupă | Cupă | Continental1 | Continental1 | Altele2 | Altele2 | Total | Total |
| Club          | Sezon         | Divizie        | M         | G         | M    | G    | M            | G            | M       | G       | M     | G     |
| ------------- | ------------- | -------------- | --------- | --------- | ---- | ---- | ------------ | ------------ | ------- | ------- | ----- | ----- |
| São Paulo     | 2016          | Série A        | 8         | 3         | 0    | 0    | 0            | 0            | 3       | 0       | 11    | 3     |
| Total         | Total         | Total          | 8         | 3         | 0    | 0    | 0            | 0            | 3       | 0       | 11    | 3     |
| Jong Ajax     | 2016–17       | Eerste Divisie | 4         | 2         | —    | —    | —            | —            | —       | —       | 4     | 2     |
| Jong Ajax     | 2017–18       | Eerste Divisie | 1         | 1         | —    | —    | —            | —            | —       | —       | 1     | 1     |
| Jong Ajax     | Total         | Total          | 5         | 3         | 0    | 0    | 0            | 0            | 3       | 0       | 5     | 3     |
| Ajax          | 2016–17       | Eredivisie     | 8         | 3         | 0    | 0    | 4            | 0            | 0       | 0       | 12    | 3     |
| Ajax          | 2017–18       | Eredivisie     | 32        | 14        | 2    | 0    | 3            | 0            | 0       | 0       | 37    | 14    |
| Ajax          | 2018–19       | Eredivisie     | 27        | 8         | 5    | 1    | 14           | 3            | 0       | 0       | 46    | 12    |
| Ajax          | Total         | Total          | 67        | 25        | 7    | 1    | 21           | 3            | 0       | 0       | 95    | 29    |
| Total carieră | Total carieră | Total carieră  | 80        | 31        | 7    | 1    | 21           | 3            | 3       | 0       | 111   | 35    |

Note
1. ↑  Apariți în Copa Paulista
2. ↑  Apariți în Europa League
3. ↑  Douo apariți în Champions League și una în Europa League

## Palmares
São Paulo
- Copa Libertadores U-20 (1): 2016

Ajax
- KNVB Cup (1): 2018–19
- UEFA Europa League: Vice-campion 2016–17[3]